# Velvet Glove
Velvet Glove — «Бархатная перчатка», Velvet Glove Missile project, проект создания самонаводящейся ракеты класса «воздух-воздух» малой дальности с полуактивной радиолокационной ГСН, разрабатываемой CARDE (канадский отдел разработки и проектирования вооружений, англ. CARDE — Canadian Armament Research and Development Establishment, ныне DRDC Valcartier). Выпускалась компанией Canadair с 1952 по 1956 год мелкой серией для испытаний.
На момент завершения программы было произведено 131 Velvet Glove. Официально программа производства Velvet Glove была закрыта из-за опасений по поводу способности ракеты запускаться на сверхзвуковых скоростях с разрабатывающегося истребителя-перехватчика Avro Canada CF-105 Arrow, но свою роль сыграло и то обстоятельство, что разработки ракет «воздух-воздух» в Соединенных Штатах сильно обогнали канадские.
Работа над созданием ракеты Velvet Glove в CARDE начались в 1948 году, и к 1951 году продвинулись настолько, что стало возможным выдвинуть проект в качестве системы вооружения для первого канадского реактивного истребителя Avro CF-100 Canuck, который в это время Canadair начала производить для RCAF. В качестве производителя была выбрана опять же Canadair, а Westinghouse было поручено изготовление радиолокационного блока наведения.
В последней итерации конструкция ракеты имела около десяти футов в длину и чуть меньше фута в диаметре. Она использовала четыре хвостовых киля для рулевого управления и наводилась с помощью полуактивной ГСН с радаром, расположенной за конической носовой частью. Изготовленный Westinghouse неконтактный взрыватель приводил в действие боевую часть весом 60 фунтов (27 кг.).

## Испытания
Чтобы проверить аэродинамику ракеты, CARDE вместо строительства дорогостоящей сверхзвуковой аэродинамической трубы использовали разработанный Джеральдом Буллом метод стрельбы специально сконструированными снарядами на дальности 1000 ярдов. Снаряды пролетали через ряд станций, расположенных с интервалом в 100 ярдов, каждая из которых была снабжена металлизированной «прыжковой пластиной». Положение и форма образовавшихся отверстий в пластинах указывали, стабильно ли летит ракета. Металлическое покрытие на пластинах активировало таймер, чтобы измерить скорость. Одна из станций была также оборудована аппаратурой для фотографирования по методу Шлирена, чтобы сделать постоянную запись ударных волн вокруг модели.
Чтобы примирить противоречивые потребности в высоком давлении для эффективного сжигания топлива и более низком давлении для стрельбы без разрушения модели, пушка использовала камеру системы High-low. Просверленная пластина ограничивала скорость, с которой метательные газы достигали снаряда. Этот базовый дизайн будет ключевым для проекта HARP и многих более поздних концепций Булла.
В 1952 году наземные испытания ракеты начались на небольшом испытательном полигоне Пиктон, расположенном за пределами Пиктона, Онтарио, недалеко от базы ВВС США в Трентоне, Онтарио. Воздушные запуски с самолета Avro CF-100 Canuck начались в 1954 году там же. Позже на этом полигоне начали запускать макеты Avro Canada CF-105 Arrow для проведения аэродинамических испытаний, после чего испытания по программе Velvet Glove были перенесены в оперативный центр в Колд-Лейк, Альберта.
К этому моменту предполагалось что CF-105 Arrow должен был заменить CF-100 в течение нескольких лет, и RCAF начали требовать использования гораздо более совершенной ракеты с активным радаром Sparrow II, которая разрабатывалась для ВМС США. Интерес к Velvet Glove угас, так как Sparrow превосходила её во всех отношениях.

## Завершение проекта
Отмена программы вызвала серьезные вопросы в Палате общин Канады. Разработка проекта обошлась в общей сложности в 24 млн долл. США (160 млн долл. США в 2000 году), которые Министерство национальной обороны попыталось обосновать как деньги, хорошо потраченные на подготовку специалистов, участвующих в проекте. Оппозиция указала, что эти расходы составляют $60 000 на одного специалиста, что в то время было больше, чем их вес в золоте.
Последний раз о программе Velvet Glove вспомнили, когда разработка Sparrow II столкнулась с длительными задержками, и ВМС США в конечном итоге отказались от проекта, перейдя к более простой полуавтоматической Sparrow III. Тогда для вооружения Avro Canada CF-105 Arrow были изучены три варианта — принятие программы Sparrow II в Canadair с последующей доработкой, переход на ракету AIM-4 Falcon, используемую современными для того времени перехватчиками ВВС США, или же перезапуск проекта Velvet Glove.
Были высказаны опасения, что Velvet Glove будет трудно запустить на сверхзвуковых скоростях и она, вероятно, представляет опасность для самолета. В конце концов Canadair было поручено взять на себя продолжение проекта Sparrow II, навсегда прекратив разработку Velvet Glove.Через несколько лет, в 1959 году, проект Avro Canada CF-105 Arrow был отменен, работы над Sparrow II также прекратились. Полигон в Пиктоне закрылся ещё раньше, в 1957 году.